# Yoya Martínez
Yoya Martínez, nome artístico de Ofelia Martner Semblett (Santiago, Chile, 27 de agosto de 1912 – Santiago, 1 de fevereiro de 2009) foi uma atriz chilena.